# Rotes Rathaus
Rotes Rathaus er det mest brugte, men uofficielle navn, på Berlins rådhus, som officielt hedder Berliner Rathaus. Det ligger i Rathausstraße, og er sæde for byens regerende borgmester. Navnet Rotes Rathaus henviser til bygningens facade, der består af røde klinker.
Bygningen er opført mellem 1861 og 1869 af Hermann Friedrich Waesemann. Det arkitektoniske forbillede er rådhuset i Toruń i Polen, der på det tidspunkt var en del af det tyske Preussen. Det 74 meter høje tårn er inspireret af katedralen i Laon i Frankrig. Rådhuset erstattede flere bygninger fra middelalderen, og samlede administrationen i én bygning. Under 2. verdenskrig blev omkring 50% af bygningen ødelagt. I årene 1950–1958 blev den genopført og ombygget. Fra 1948 til 1991 fungerede Rotes Rathaus som rådhus for Østberlin, mens Rathaus Schöneberg i samme periode virkede som rådhus for Vestberlin.
Carl Friedrich Leopold von Gerlach var den første borgmester i Berlin efter indførelsen af den ny byordning (Städteordnung) i 1808. Han blev indsat i embedet den 6. juli 1809.
Den 2. december 1990 fandt det første samlede frie berlinske valg sted i 44 år. CDU blev største parti med 40,3% af stemmerne, og den 24. januar 1991 valgte Berlins parlament Eberhard Diepgen (CDU) som borgmester i det genforenede Berlin, og Rotes Rathaus blev igen hele byens rådhus. Nuværende borgmester er Franziska Giffey (SPD). Hun har været i embedet siden den 21. december 2021.
Bygningen er 99,2 meter lang, 87,9 meter dyb og tårnet er 74 meter højt. Bygning er i dag fredet.
- Maurer beim Bau des Roten Rathauses, Theodor Hosemann, 1861
- Genopførsel, 1953
- Det røde rådhus behøver ikke nærmere etymologisk forklaring.
- Det 74 meter høje tårn
- Rotes Rathaus set fra Berliner Fernsehturm
- Den gotiske hvælving ved indgangen